# Oberwil im Simmental
Oberwil im Simmental je obec v okrese Frutigen-Niedersimmental v kantonu Bern ve Švýcarsku. Žije zde 808 obyvatel.

## Geografie
Oberwil im Simmental se nachází, jak již název napovídá, v údolí Simmental, tedy v srdci pohoří Berner Oberland v Alpách. Obcí protéká řeka Simme a skládá se z místních částí (bývalých farem) Oberwil, Hintereggen, Pfaffenried, Bunschen a Waldried.
Sousedními obcemi ve směru hodinových ručiček od severu jsou Rüschegg, Därstetten, Diemtigen, Boltigen, Plaffeien a Guggisberg.

## Historie
Na území obce byly nalezeny předměty z doby bronzové. S královským dvorem ve Wimmisu připadla část Oberwilu v roce 994 alsaskému opatství Selz, které v roce 1276 získalo augustiniánské proboštství v Därstettenu. Zříceniny hradů Festi a Heidenmauer nelze v listinách zaznamenat. Pravděpodobně od 12. století patřil Oberwil k jádru panství Weissenburgů, sdílel jeho osudy a v roce 1439 připadl Bernu (správní obvod Niedersimmental).
Od druhé poloviny 20. století obec trpí kvůli odlehlosti silným vystěhovalectvím a naopak roste jako místo k rekreaci.

## Obyvatelstvo

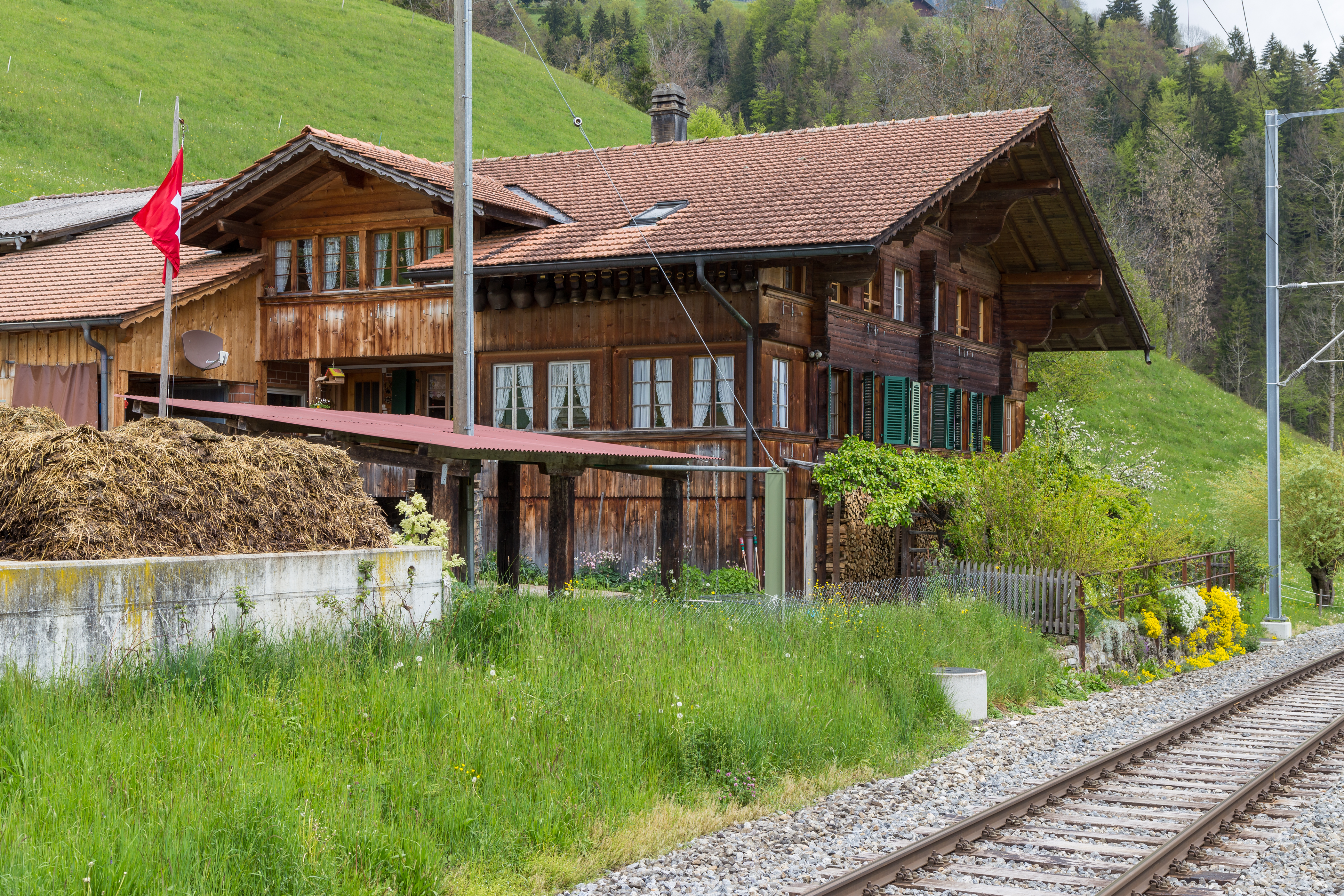
Tradiční architektura v obci

| Vývoj počtu obyvatel | Vývoj počtu obyvatel | Vývoj počtu obyvatel | Vývoj počtu obyvatel | Vývoj počtu obyvatel | Vývoj počtu obyvatel | Vývoj počtu obyvatel | Vývoj počtu obyvatel | Vývoj počtu obyvatel | Vývoj počtu obyvatel | Vývoj počtu obyvatel | Vývoj počtu obyvatel | Vývoj počtu obyvatel | Vývoj počtu obyvatel | Vývoj počtu obyvatel | Vývoj počtu obyvatel | Vývoj počtu obyvatel | Vývoj počtu obyvatel | Vývoj počtu obyvatel |
| -------------------- | -------------------- | -------------------- | -------------------- | -------------------- | -------------------- | -------------------- | -------------------- | -------------------- | -------------------- | -------------------- | -------------------- | -------------------- | -------------------- | -------------------- | -------------------- | -------------------- | -------------------- | -------------------- |
| Rok                  | 1764                 | 1850                 | 1860                 | 1870                 | 1880                 | 1888                 | 1900                 | 1910                 | 1920                 | 1930                 | 1941                 | 1950                 | 1960                 | 1970                 | 1980                 | 1990                 | 2000                 | 2010                 |
| Počet obyvatel       | 855                  | 1405                 | 1359                 | 1285                 | 1291                 | 1201                 | 1225                 | 1023                 | 1101                 | 967                  | 1057                 | 1076                 | 990                  | 909                  | 922                  | 929                  | 803                  | 788                  |

## Hospodářství
Stejně jako v ostatních částech Simmentalu byl i v Oberwilu nejpozději v 16. století zaveden chov skotu (výkrm, výroba sýrů, v 19. a 20. století také chov); spolu s lesnictvím, drobným podnikáním a částečně i cestovním ruchem (rekreační domy, lyžařský vlek) zůstal důležitým odvětvím hospodářství (65 % pracovních míst v prvním sektoru v roce 2005).

## Doprava
Obec leží na údolní silnici Simmentalstrasse a na veřejnou dopravu ji napojují dvě zastávky Oberwil im Simmental a Enge im Simmental, které leží na železniční trati ze Spiezu do Zweisimmenu (provozované společností BLS AG. Místní dopravu v údolí Simmental zajišťují autobusy Postauto.